# الكارز (فريق روك)
الكارز (بالإنجليزية: The Cars) فريق روك أمريكي، تشكل في بوسطن عام 1976. وانبثق الفريق من مشهد الموجة الجديدة New wave في أواخر السبعينيات. كان الفريق في طليعة الفرق التي أهتمت بدمج موسيقى الروك الموجهة نحو استخدام الجيتار في السبعينيات مع موسيقى البوب الجديدة الموجهة نحو المزج والتي أصبحت بعد ذلك شائعة ومزدهرة في أوائل الثمانينيات. وصف روبرت بالمر، الناقد الموسيقي لصحيفة نيويورك تايمز ورولينج ستون، الأسلوب الموسيقي لفريق كارز: "لقد اتخذوا بعض الاتجاهات المعاصرة المهمة ولكن المتباينة - البانك البسيط، والمزج بين الجيتار المستخدم بكثافة في موسيقى الروك، وإحياء موسيقى الروكابيلي rockabilly في الخمسينيات من القرن الماضي والتناغم اللطيف لقوة البوب - وخلطها في مزيج شخصي وجذاب.

## أعضاء الفريق
إليوت إيستون: الجيتار الرئيسي، وغناء مساند (1976-1988، 2010-2011، 2018)
جريج هوكس: لوحات المفاتيح (كيبورد)، ودعم غناء (1976–1988، 2010–2011، 2018)، ساكسفون (1976–1979)، باس (2010-2011).
ريك أوكاسيك: غناء رئيسي، ودعم غناء، وجيتار إيقاعي، ولوحات المفاتيح (1976-1988، 2010-2011، 2018؛ توفي 2019)
بنيامين أور: غناء رئيسي ودعم، جيتار باس، ولوحات المفاتيح (كيبورد) (1976-1988؛ توفي عام 2000)
ديفيد روبنسون: طبول، وإيقاع، ودعم غناء (1976-1988، 2010-2011، 2018)
قام أوكاسيك وأور بتقسيم المهام الصوتية الرئيسية، وعمل أوكاسيك ككاتب الأغاني الرئيسي للفريق.

## أهمية الفريق ونهايته
حاز الفريق على لقب أفضل فنان جديد في استطلاع قراء رولينج ستون لعام 1978 وفاز بجائزة فيديو العام عن فيلم «قد تفكر You Might Think» في حفل توزيع جوائز محطة «ام تي في» في عام 1984. باع ألبوم الفريق الأول «الكارز» ستة ملايين نسخة وظهر على قائمة بيلبورد لمدة 139 أسبوعًا.
باع الفريق حتى عام 2002 أكثر من 23 مليون ألبوم في الولايات المتحدة.
تم حل الفريق في عام 1988 وصرح أوكاسيك أن لم الشمل لن يحدث أبدًا. توفي أور في عام 2000 من سرطان البنكرياس، وفي عام 2005، انضم إيستون وهوكس إلى تود روندجرين لتشكيل الفريق المنبثق فريق كارز القديم تحت مسمى «نيو كارز»، والتي أدت أغاني كارز وروندجرين الكلاسيكية إلى جانب مواد جديدة. اجتمع الأعضاء الأصليون الباقون على قيد الحياة في عام 2010 لتسجيل الألبوم «تحرك هكذا»  الذي صدر في مايو 2011، وأعقبته جولة قصيرة.
تم إدخال فريق كارز في أبريل 2018، إلى قاعة مشاهير موسيقى الروك آند رول وتم لم الشمل لتقديم العروض في الحفل التعريفي، وكان لم الشمل هو الأداء الأخير مع أوكاسيك، الذي توفي في 15 سبتمبر 2019 بسبب مراض القلب والأوعية الدموية.

## ألبومات الفريق
ذا كارز (1978) The Cars
كاندي- اوه (1979) Candy-O
بانوراما (1980) Panorama
التخلص منه (1981) Shake It Up
مدينة دقات القلب (1984) Heartbeat City
من الباب إلى الباب (1987) Door to Door
تحرك هكذا (2011) Move Like This

## وصلات خارجية
http://www.thecars.org/ الكارز (فريق روك)
https://www.allmusic.com/artist/the-cars-mn0000061172 الكارز (فريق روك)
https://www.discogs.com/artist/143225-The-Cars الكارز (فريق روك)